# Cnaeus Servilius Caepio (consul en -141)
Pour les articles homonymes, voir Servilius Caepio.
Cnaeus Servilius Caepio est un homme politique romain du IIe siècle av. J.-C.
En 141 av. J.-C., il est élu consul avec Quintus Pompeius. Seize ans plus tard, en 125 av. J.-C., il devient censeur.